# Atanus luqueatus
Atanus luqueatus är en insektsart som beskrevs av Cheng 1980. Atanus luqueatus ingår i släktet Atanus och familjen dvärgstritar. Utöver nominatformen finns också underarten A. l. equalis.